# Seiki Ichihara
Seiki Ichihara (市原 聖曠) és un exfutbolista i entrenador japonès. Va dirigir la selecció femenina de futbol del Japó (1981).